# 한국펫산업진흥원
한국펫산업진흥원은 반려동물산업의 활성화와 체계적인 지원을 위하여 설립되었다. 반려동물산업과 관련한 교육·컨설팅 전문 기관으로 전문화된 지식서비스를 기반으로 연구조사, 교육훈련, 컨설팅, 자격인증 등 통합적 솔루션을 제공하여 반려동물산업의 발전을 지원하는데 목적을 두고있다.

## 비전과 미션
- 미션 : 펫산업 진흥으로 국가, 산업, 사회 발전의 기반이 되고자하는방향
- 비전 : 펫산업을 넘어 사회 전반의 풍요와 가능성을 확대하는 역할과 책임

## 진행사업
한국펫산업진흥원은 반려동물산업에 관한 다음 각 호의 사업을 진행한다
- 반려동물산업 연구조사
- 반려동물산업 교육연수
- 반려동물산업 컨설팅
- 펫시터 자격인증
- 펫시터 교육(페티안 위탁 교육)